# Klavdija Bojarskich
Klavdija Sergeevna Bojarskich (cirillico Клавдия Сергеевна Боярских; Verchnjaja Pyšma, 11 novembre 1939 – Ekaterinburg, 12 dicembre 2009) è stata una fondista sovietica.
In seguito alla dissoluzione dell'Unione Sovietica, nel 1991 aveva assunto la nazionalità russa.

## Biografia
Originaria di Ekaterinburg, nel 1964 vinse i suoi primi due titoli nazionali e si qualificò per i IX Giochi olimpici invernali. A Innsbruck 1964 vinse l'oro in tutte e tre le prove di fondo previste in campo femminile: la 5 km con il tempo di 17:50,5, la 10 km con il tempo di 40:24,3 e la staffetta 3x5 km insieme ad Alevtina Kolčina ed Evdokija Mekšilo.
Nella gara della 5 km fu, al tempo stesso, la prima campionessa olimpica della storia in questa distanza, che faceva il suo esordio proprio in quell'edizione dei Giochi Olimpici invernali..
Nel 1965 vinse la 10 km di Holmenkollen, risultato bissato nel 1966 quando ottenne anche altri due titoli nazionali; ai Mondiali di Oslo di quell'anno vinse l'oro nella 10 km e nella staffetta, insieme a Rita Ačkina e alla Kolčina, che la superò nella gara dei 5 km.
Nel 1967 vinse i suoi ultimi due titoli sovietici e la 5 km di Holmenkollen; non selezionata per i X Giochi olimpici invernali di Grenoble 1968, si ritirò dalle competizioni.

## Palmarès

### Olimpiadi
- 3 medaglie, valide anche ai fini iridati:
  - 3 ori (5 km, 10 km, staffetta a Innsbruck 1964)

### Mondiali
- 3 medaglie, oltre a quelle conquistate in sede olimpica e valide anche ai fini iridati:
  - 2 ori (10 km, staffetta a Oslo 1966)
  - 1 argento (5 km a Oslo 1966)

### Campionati sovietici
- 6 ori (5 km, staffetta nel 1964; 5 km, 10 km nel 1966; 5 km, staffetta nel 1967)[1]